# Amanda Lee Koe
Amanda Lee Koe (nascida c. 1988) é uma romancista e contista nascida em Cingapura e radicado em Nova York. Ela é mais conhecida por seu romance de estreia Delayed Rays of A Star, publicado pela Doubleday em julho de 2019, e por ser a mais jovem vencedora do Prêmio de Literatura de Singapura. Delayed Rays of A Star foi eleito um dos melhores livros de 2019 da NPR, e foi o best-seller nº 1 do The Straits Times.

## Juventude

### Infância
Koe nasceu em Cingapura, a mais velha de três filhos de pais chineses que trabalhavam para a Singapore Airlines, seu pai como piloto e sua mãe como aeromoça. Seu pai a levava para viajar quando criança, e sua mãe lia contos de fadas para a ela. Seu avô paterno era fumante de ópio e trabalhador teochew de Guangdong, que emigrou para Cingapura.
Crescendo assistindo aos filmes wuxia de Tsui Hark e aos filmes da Disney na década de 1990 em Cingapura, Koe descreve sua experiência cultural como "onívora". Ela diz: “Sempre fui mais atraída pela vilã. Brigitte Lin como a Noiva de Cabelos Brancos, esse foi meu filme favorito. Eu amei Cruella de Vil."
Koe costumava vestir seus irmãos mais novos como personagens wuxia como Monkey God e os Oito Imortais, onde os conduzia em aventuras com "tramas contíguas do dia a dia".

### Adolescência
Quando adolescente, numa escola só para meninas em Singapura, Koe disse que odiava a educação mecânica que recebia e que se rebelou contra ela.
Koe se apaixonou por uma jogadora de futebol uigur quando seu time de softball fez uma viagem de treinamento para Xangai, e foi enviada para aconselhamento corretivo quando os professores descobriram que ela tinha uma namorada. Koe disse que ela tinha “zero modelos queer visíveis”, foi rotulada de “errada”, “anormal” e pressionada a mudar.
Quando ela tinha 15 anos, Koe assistiu The Hours em um shopping. A Autoridade de Desenvolvimento de Mídia de Cingapura censurou três beijos lésbicos entre Nicole Kidman, que interpretou Virginia Woolf, e Miranda Richardson ; Julianne Moore e Toni Colette; Meryl Streep e Allison Janey . Este ato de censura levou Koe a procurar as cenas deletadas no YouTube, o que a levou a descobrir um vídeo de fã de Greta Garbo beijando uma mulher em Queen Christina, e Marlene Dietrich beijando uma mulher em Marrocos.
A publicamente bissexual Dietrich tornou-se o ídolo de Koe. Quando adolescente, Koe tinha um pôster de Dietrich na parede do quarto. Como resultado, ela se interessou pela cultura de Weimar, descrevendo "uma grande afinidade com o dadaísmo, o surrealismo". Ela se formou em cinema ainda na graduação em Cingapura, onde se lembra de ter chorado enquanto assistia Wings of Desire, de Wim Wenders. Ela estudou alemão, mas depois de completar três módulos, não havia mais ofertas de cursos em sua escola, então ela abandonou o idioma.

### Início da vida adulta
Após a formatura, Koe escreveu para Cahiers du Cinéma pedindo um emprego, mas não obteve resposta. Em seguida, ela se inscreveu para trabalhar como dançarina em clubes burlescos na Alemanha e na Austrália, também sem resposta. Ela vendeu roupas vintage e feitas à mão na Etsy por um tempo. Koe então se apresentou como uma au pair que poderia treinar crianças em mandarim em um fórum europeu. Houve interesse, mas seu pedido de visto de trabalho teve problemas.
Enquanto trabalhava como garçonete em um restaurante japonês e como freelancer para uma agência criativa, Koe teve um episódio maníaco. Ela largou tudo e começou a escrever.

## Carreira

### Cingapura
No início de sua carreira em Cingapura, Koe escreveu contos e se sustentou com trabalho editorial paralelo. Ela foi editora de ficção da Esquire Singapore e editora da revista de crítica cinematográfica do Museu Nacional de Singapura, Cinémathèque Quarterly.
As histórias, escritas rapidamente aos 20 e poucos anos, tornaram-se a coleção Ministry of Moral Panic. Koe considera a coleção “um trabalho inicial (...) cru (...) mas necessário para mim naquela época”. A coleção, a primeira de Koe, ganhou por unanimidade o Prêmio de Literatura de Cingapura em 2014, tornando-a a mais jovem vencedora do maior prêmio de literatura de Cingapura.
No mesmo ano, Koe foi selecionado para o Programa Internacional de Redação da Universidade de Iowa . Logo depois, ela recebeu uma bolsa para cursar o Programa de Redação da Universidade de Columbia.

### Nova Iorque
Koe se mudou para Nova York em 2014. Ela usou os US$ 10 mil que ganhara do Prêmio de Literatura de Cingapura para pagar o aluguel de seu apartamento no Brooklyn.
Enquanto procurava um álbum de fotos de Nan Goldin no The Strand em Manhattan, Koe encontrou uma monografia de Alfred Eisenstaedt com Marlene Dietrich na capa. Dentro do livro havia uma fotografia de Marlene Dietrich, Anna May Wong e Leni Riefenstahl juntas.  A fotografia foi tirada quando se conheceram num baile em Berlim, em 1928, antes dastrês mulheres alcançarem a fama.
Koe disse que soube a partir do momento em que viu esta fotografia que era nisso que ela queria trabalhar para seu romance de estreia, porque era "a lacuna íntima na história, o buraco de minhoca lateral no tempo", que lhe permitiria “transcender (meu) próprio tempo e espaço limitados de uma forma que possa ser estética e rigorosa”.
O manuscrito de trabalho de Delayed Rays of a Star ganhou o Prêmio Henfield em 2017, concedido à melhor obra de ficção do Programa de Redação da Universidade de Columbia . Koe assinou contrato com a Agência Wylie, e o manuscrito foi vendido para a Doubleday antes de se formar.

## Obras

### Ficção

#### Ministry of Moral Panic
Ministry of Moral Panic foi publicado pela imprensa independente de Singapura Epigram Books em 2013. A coleção causou sensação no cenário literário de Singapura quando foi publicada, por sua representação incomum e inabalável de personagens idiossincráticos das periferias sociais, contados por meio de narrativas inventivas que questionavam os imperativos ideológicos conservadores do estado de Singapura. Foi visto como "uma interpretação artística subversiva de como desafiar o poder homogeneizador de um discurso dominante". Hannah Ming-yit Ho escreve em Humanidades (revista):
As histórias de Koe sobre cingapurianos idiossincráticos ilustram a forma como as experiências pessoais – de perda de memória, tendências homossexuais e auto-expressões emocionantes – são informadas e, por sua vez, informam a regulação biopolítica dos cidadãos cingapurianos tornados objetos de biopoder. Desta forma, as suas histórias convidam a uma meditação sobre o Estado, as pessoas e o poder.
Além do Prêmio de Literatura de Cingapura, o Ministry of Moral Panic também foi selecionado para o Haus der Kulturen der Welt-Internationaler Literaturpreis, o LiBeraturpreis da Feira do Livro de Frankfurt e foi selecionado para o Prêmio Internacional de Contos Frank O'Connor.

#### Delayed Rays of a Star
Delayed Rays of a Star, o primeiro romance de Koe e sua estreia internacional, foi publicado pelo selo Nan A. Talese da Doubleday em Julho de 2019.
A Publishers Weekly chamou-o de "ambicioso e bem pesquisado... combina com sucesso fatos históricos com uma narrativa expansiva e generosa".

Kirkus Reviews diz:
Para um romance tão denso em fatos históricos e extraordinárias participações especiais de celebridades (de John F. Kennedy a Walter Benjamin e David Bowie), seus retratos são matizados o suficiente para que cada personagem pareça profundamente humano, independentemente de sua fama ou importância para o enredo do romance... É o acúmulo constante de detalhes íntimos como esses que cria uma sensação abrangente de história que parece verdadeiramente viva... Expansivo, complexo e totalmente envolvente.
NPR diz:
São as cordas bambas morais que cada mulher percorre, e a linha tênue entre cumprir a ambição e vender a própria alma, que está no cerne do romance (...) É difícil resumir um romance amplo e ambicioso como este, por isso não o farei – mas é habilmente tecido, seus personagens são vivos e encorpados. Misturando questões sobre cultura pop, guerra e arte, Delayed Rays of a Star é aquele livro raro que não é nem sofisticado nem vulgar, recusando dicotomias tão fáceis e jogando, em vez disso, na confusão das áreas cinzentas.

### Não-ficção
Koe defendeu a preservação da arquitetura modernista ameaçada em Cingapura. Ela também comentou sobre o "pragmatismo livre de valores" do estado de Cingapura, um estilo de governo estabelecido pelo falecido fundador de Cingapura, Lee Kuan Yew.

### Tradução
Koe é fluente em mandarim e tradutora. Ela está trabalhando na tradução de Dez Anos de Casamento, de Su Qing, pelo qual recebeu uma Bolsa de Tradução PEN/Heim.

## Vida pessoal
Koe nomeou Søren Kierkegaard, Yasunari Kawabata e o primeiro Vladimir Nabokov entre suas influências literárias.
Ela afirmou a importância do cinema em sua vida, citando Hiroshima mon amour de Alain Resnais e Marguerite Duras, Jeanne Dielman de Chantal Akerman, Fallen Angels de Wong Kar-wai, The Bitter Tears of Petra von de Kant de Rainer Werner Fassbinder e Cries and Whispers, de Ingmar Bergman, como filmes que tiveram uma influência significativa sobre ela.
Koe se identifica como queer. Ela mora no Brooklyn com sua parceira, Kirsten Tan, uma cineasta nascida em Cingapura.